# カノン進行
カノン進行（カノンしんこう、英: Canon chord progression）は、ヨハン・パッヘルベルの「カノン」の旋律に用いられたコード進行。下降を繰り返す逆循環コードの一形式。なめらかで美しく流れ、親しみやすく聴きやすいことを特徴とする。コード進行のディグリーネームは「Ⅰ - Ⅴ - Ⅵm - Ⅲm - Ⅳ - Ⅰ - Ⅳ - Ⅴ」と表わされる。これは全てダイアトニックコードからなり、トニック（Ⅰ）の安定したコードが不安定のドミナント（Ⅴ）とサブドミナント（ Ⅳ）に展開して再び安定のトニックから始まり循環する。この循環コード進行は「大逆循環」と呼ばれている。
ドイツの作曲家ヨハン・パッヘルベルの「カノン」は17世紀後半から18世紀前半頃に作曲されたバロック音楽である。20世紀に入るとバロック音楽は再発見された。そうしたなかで1919年に音楽学者で作曲家のグスタフ・ベックマン（Gustav Beckmann）は論文にパッヘルベルの「カノン」の楽譜を掲載した。1929年には音楽学者でバロック音楽エディターのマックス・ザイフェルト（Max Seiffert）が「カノンとジーグ」の編曲版を出版した。1938年9月15日にはベルリンで指揮者・ヴァイオリニストのヘルマン・ディーナー（Hermann Diener）&コレギウム・ムジクムによるレコード盤が録音された。このヘルマン・ディーナー盤はドイツでは1939年頃に発行され、イギリスでは第二次世界大戦後の1949年初頭に再発行された。その後、1960年代にフランスの指揮者ジャン＝フランソワ・パイヤールの録音盤（1968年）によりパッヘルベルのカノンは一躍人気楽曲になった。1980年にアメリカ合衆国の映画『普通の人々』のテーマとしてジャン＝フランソワ・パイヤールによる編曲、ノエル・ゴエマンヌ（Noël Goemanne）による混声編曲がなされたヴァージョンが使用された。ヴァージンロードのBGMとしてよく使用される契機となったのは、1981年にチャールズ皇太子とダイアナ妃の結婚式であった。このイギリス王室結婚式で17世紀のバロック音楽「デンマーク王子の行進曲」（ジェレマイア・クラーク）が使用されたことによりパッヘルベルのカノンは結婚式の楽曲として確固たる地位を獲得した。
パッヘルベルのカノンはポップミュージックに影響を与え、1960年代頃からカノン進行を用いた楽曲が散見されるようになる。カノン進行は1990年代から2010年代の日本におけるポップミュージック、ロックミュージックに好んで用いられた。また日本全国の学校でよく合唱されている人気楽曲のいくつかはカノン進行が使用されている。カノン進行を使用するにあたり各々のアレンジがあり、リズムの変更や音の長さの変更、オンコードによるベース音の変更、テンションによるデコレーション、代理コードによる置き換え、Ⅴ7やⅡmの追加などがある。

## カノン進行が用いられている主な楽曲

### 1960年代以前
- ヨハン・パッヘルベル「カノン ニ長調 P. 37/1」（17世紀後半-18世紀前半頃） - 「3つのヴァイオリンと通奏低音のためのカノンとジーグ ニ長調 P. 37」の前半部分。オリジナルのカノン進行いわゆる「パッヘルベルのカノン」。「涙のカノン」とも呼ばれている。
- ヘンデル「オルガン協奏曲集作品7 第5番（第11番）ト短調 HWV 310 第2楽章」（1761年）[注 4]
- モーリッツ・モシュコフスキ「20の小練習曲作品91 第4番 ヘ長調」（1913年） - ソビエト連邦国歌（1944年）とロシア連邦国歌（2001年）のメロディーに似ている9小節目からのメロディー[5]のコードがカノン進行。
- アレクサンドル・アレクサンドロフ「ボリシェヴィキ党歌」（1938年） - ほぼ全編に渡ってカノン進行。ソビエト連邦の最高指導者ヨシフ・スターリンがこの楽曲を気に入って選曲し翌1939年3月開催の全連邦共産党（ボリシェヴィキ）第18回党大会で演奏された。当初は行進曲のテンポであったこの楽曲をスターリンは賛美歌のようなスローなテンポにしてくれるよう要求した。この楽曲は全連邦共産党（ボリシェヴィキ）の公式党歌「インターナショナル」（ソビエト連邦国歌）に対して非公式党歌となった。ソビエト連邦国歌は独ソ戦開戦3年目の1943年にアレクサンドロフの「ボリシェヴィキ党歌」に新たな歌詞を付けた国歌が採択され、翌1944年に改訂国歌が施行された[注 5]。ソ連およびロシアの国歌はそれ以前から「カノン」というワードが関係する例がある。それはチャイコフスキーの祝典序曲『1812年』変ホ長調 作品49（1880年）である。この序曲第5部においてロシア帝国の国歌「神よツァーリを護り給え」（1833年）の歌の始めのメロディーが引用され、チャイコフスキーは該当箇所[6]で大砲の「カノン」（cannon）を打ち鳴らすように楽譜で指示している。
- ソビエト連邦「ソビエト連邦国歌」（1944年） - ほぼ全編に渡ってカノン進行。原曲はアレクサンドル・アレクサンドロフ作曲「ボリシェヴィキ党歌」（1938年）。第二次世界大戦後間もなく冷戦に突入し、そののちオリンピックにおけるソビエト連邦選手団の活躍等により世界中の人々が新しいソビエト連邦国歌を耳にする機会を得た。他方で西側においてはパッヘルベルの「カノン」が人気楽曲となっている。1960年代にフランス人指揮者の演奏でパッヘルベルの「カノン」が急速に知名度を上げ、1980年のアメリカ映画『普通の人々』のテーマになった[2]。2001年よりソビエト連邦国歌の歌詞を変更したロシア連邦国歌が施行された。
- チャーリー・パーカー「Confirmation」（1945年[注 6]） - セカンダリードミナントとⅡ-Ⅴ（ツーファイブ）分解を用いたカノン進行のバリエーションと解される場合がある。AABA形式で構成されるAセクションのコード進行は「F - Em7-5 - A7 - Dm7 - (G7) - Cm7 - F7 - B♭7」（「Ⅰ - Ⅶm7-5 - Ⅲ7 - Ⅵm7 - （Ⅱ7） - Ⅴm7 - Ⅰ7 - Ⅳ7」）という展開をする。カノン進行「Ⅰ - Ⅴ - Ⅵm - Ⅲm - Ⅳ」の部分のⅤとⅢmをセカンダリードミナントに置き換え、それら該当箇所をさらにツーファイブ分解するとこのようなコード進行に変化するため、一聴してカノン進行の派生という印象が与えられる。しかしながら、このコード進行はジャズ定番ツーファイブの使用もあってジャズにふさわしいダイナミックで複雑な構成となり、近いコード進行ではあるがカノン進行そのものではない。ツーファイブの強進行で力強く、マイナーコードの暗さがある。セカンダリードミナントのF7が仮のトニックとなるB♭7へ帰還して安定する。このコード進行はチャーリー・パーカーの楽曲名（キリスト教においては「堅信」の概念を持つ）から「コンファメーション進行」としても知られ、ポップソングにも用いられている。一青窈「ハナミズキ」（2004年）や涼宮ハルヒの憂鬱「ハレ晴レユカイ」（2006年）はAメロにカノン進行、サビにコンファメーション進行というコンビネーションを用いている。J-POPはカノン進行にツーファイブをアレンジすることがよくあり、これら2曲のサビもカノン進行のコンテクストにおいて解される場合がある。「Confirmation」のコード進行はバック・ラム（Buck Ram）の「Twilight Time」（1944年）におけるコード進行「F - A7 - Dm - F7 - B♭」等の部分との類似性が研究されている[8]。
- ジルベール・ベコー「神の思いのままに Je t'appartiens」（1955年）

### 1960年代
- エヴァリー・ブラザース「レット・イット・ビー・ミー」（1960年） - ジルベール・ベコーのシャンソン「Je t'appartiens」（1955年）に英語の歌詞をアレンジした楽曲。Verse（Aメロ）がカノン進行。フランソワーズ・アルディ、ボブ・ディラン、エルヴィス・プレスリーなどのシンガーがカバーしている。
- エルヴィス・プレスリー「好きにならずにいられない」（1961年） - Verse（Aメロ）にカノン進行の変化形がアレンジされている。
- スキータ・デイヴィス「この世の果てまで The End of the World」（1962年） - Verse（Aメロ）前半がカノン進行前半。
- ビートルズ「抱きしめたい I Want To Hold Your Hand」（1963年） - Verse（Aメロ）前半にカノン進行前半。
- パーシー・スレッジ「男が女を愛する時」（1966年） - Verse（Aメロ）にカノン進行変化形。
- ビージーズ「Spicks and Specks」（1966年）
- プロコル・ハルム「青い影」（1967年）[9] - この楽曲がポップミュージックにおけるカノン進行の発端であるとする説もある[10]。
- ザ・タイガース「落葉の物語」（1968年）[9]
- ヴィレッジ・シンガーズ「亜麻色の髪の乙女」（1968年）[11]
- シルヴィ・ヴァルタン「あなたのとりこ Irrésistiblement」（1968年） - ビートルズ「レット・イット・ビー」ほどではないものの、日本のカノン進行に影響を与えた[9]。
- アフロディテス・チャイルド「雨と涙 Rain and Tears」（1968年）
- ミッシェル・ポルナレフ「シェリーに口づけ Tout, tout pour ma chérie」（1969年） - 日本で大ヒットしたシングル。Verse（Aメロ）にカノン進行が使用されている。ポルナレフはユダヤ系ウクライナ人の家系であり、カノン進行を使用しても必ずキリスト教信仰のアーティストということではない。

### 1970年代
- ビートルズ「レット・イット・ビー」（1970年） - カノン進行から派生した「レット・イット・ビー進行」として定義されることがある。「ポップ・パンク進行」と呼ばれる「1564進行: Ⅰ - Ⅴ - Ⅵm - Ⅳ」[注 7]の「C - G - Am - F」を多用している。a-ha「テイク・オン・ミー」（1984年）、U2「ウィズ・オア・ウィズアウト・ユー」（1987年）、イディナ・メンゼル（アナと雪の女王）「レット・イット・ゴー」（2013年）などが「レット・イット・ビー進行」を用いている。
- はっぴいえんど「12月の雨の日」（1970年）[12]
- 赤い鳥「翼をください」（1971年） - カノン進行はサビのパート[13]。このサビは典型的なカノン進行「C - G - Am - Em」の後、「F - C - F - G」がアレンジされて「F - C - B♭ - G7」になっている[14]。B♭がカノン進行の宗教音楽的な響きにロックのエッセンスを与えている[12]。この楽曲やチューリップ「心の旅」によって日本製のカノン進行が浸透し始めた[15]。「翼をください」は日本の学校における合唱曲としても選好される。
- モット・ザ・フープル（デヴィッド・ボウイ）「すべての若き野郎ども」（1972年） - 10代のアンセム（讃歌）、グラムロックのアンセム。THE YELLOW MONKEYはこの楽曲にインスパイアされてバンドのロックンロールアンセムであり国歌である「JAM」（1996年）を作った。グラムロックバンドのT・レックスではソングライターのマーク・ボランがカノン進行よりも簡略化された定番の循環コード「C - Am - F - G」（1645進行: Ⅰ - Ⅵm - Ⅳ - Ⅴ）を得意とした（例えば「Dandy in the Underworld」）。この1645進行は世界のあらゆる楽曲に用いられ、その呼び名は「黄金の循環コード」、「'50s進行」（'50s progression）、この進行を用いたベン・E・キングの楽曲名から「スタンド・バイ・ミー進行」としても知られている。
- チューリップ「心の旅」（1973年） - 70年代に多数のカノン進行楽曲をヒットさせたこのバンドの代表的楽曲[15]。日本における初期の大ヒットカノン進行楽曲[15]。
- チェリッシュ「てんとう虫のサンバ」（1973年） - 結婚式の人気楽曲。1345進行が多用されているなかでサビ前半にカノン進行後半の4-1-4-5が使用されている。
- ビリー・ジョエル「ピアノ・マン」（1973年）[16]
- 松任谷由実（荒井由実）「ひこうき雲」（1973年）[17]
- かぐや姫「なごり雪」（1974年） - レット・イット・ビー進行とも考えられる[18]。かぐや姫の「妹」（1974年）においてはAメロが1-3-6-6/5-4-5-1-5、1-3-6-6/5-4-5-1-1となりカノン進行の1-5-6-3-4-1-4-5が加工されている。
- チューリップ「青春の影」（1974年）[19]
- ボブ・マーリー&ザ・ウェイラーズ「ノー・ウーマン、ノー・クライ」（1974年） - カノン進行の派生形（レット・イット・ビー進行）を多用。
- モット・ザ・フープル「Saturday Gigs」（1974年）[20] - このバンドのラストシングル。バンドでフロントマンを務めていたイアン・ハンターは、彼のソロ活動においてこの楽曲と「すべての若き野郎ども」をメドレー形式で演奏することがある。
- オリビア・ニュートン＝ジョン「そよ風の誘惑 Have You Never Been Mellow」（1975年） - Verse（Aメロ）にカノン進行。
- 太田裕美「木綿のハンカチーフ」（1975年） - この楽曲からカノン進行を探すのは難しさがあるが、カノン進行が隠れている[9]。
- ランディ・クロフォード「愛はかげろうのように」（1976年） - Chorus（サビ）にカノン進行が使用されている。
- アリス「遠くで汽笛を聞きながら」（1976年） - Aメロにカノン進行が使用され、Bメロ・サビもカノン進行に類似するコード進行が使用されている。
- 町田義人「戦士の休息」（1978年） - Aメロにカノン進行。
- 西城秀樹「ブルースカイ ブルー」（1978年） - 「ブルースカイ ブルー」はスピッツの草野マサムネが影響を受けている。他にも「走れ正直者」（1991年、ちびまる子ちゃん）Aメロにカノン進行がある。
- 森田童子「ぼくたちの失敗」（1976年） - 2つのメロディーが反復するシンプルな作品。1つ目のメロディーがカノン進行の派生形（レット・イット・ビー進行）を使用。
- 合唱曲「夢の世界を」（1979年）
- ヴィレッジ・ピープル「ゴー・ウェスト」（1979年）[21] - 冷戦終結後にリリースされたペット・ショップ・ボーイズによる1993年のカバーシングルはソビエト連邦国歌に類似するイントロを入れている。
- BORO「大阪で生まれた女」（1979年）[22]

### 1980年代
- 渡辺真知子「唇よ、熱く君を語れ」（1980年） - カノン進行のサビ。
- オジー・オズボーン「Goodbye to Romance」（1980年）[23]
- 大瀧詠一「スピーチ・バルーン」（1981年）[12]
- 松任谷由実「守ってあげたい」（1981年）[19]
- 合唱曲「遠い日の歌」（1982年）
- オスカー・ベントン（Oscar Benton）「I Believe In Love」（1982年） - 楽曲全体がカノン進行。
- H2O「想い出がいっぱい」（1983年） - Aメロにカノンのコードが使用されている他、サビ前半のコードもカノンのコードが小さくまとまっている。
- カルチャー・クラブ「カーマは気まぐれ」（1983年） - カノン進行はサビのパート[24]。
- 山下達郎「クリスマス・イブ」（1983年） - 安定感のあるカノン進行によるクリスマスの定番ソング[13]。カノン進行の和音構成のままベース音のみ半音ずつ下がるクリシェにより進ませている[25]。
- 渡辺典子「晴れ、ときどき殺人(キル・ミー)」（1984年） - カノン進行のAメロ。
- サザンオールスターズ「ミス・ブランニュー・デイ」（1984年） - カノン進行の歌い出し[15]。「ミス・ブランニュー・デイ」と松任谷由実「守ってあげたい」や山下達郎「クリスマス・イブ」によって日本製カノン進行がこの頃に確立した[15]。
- 大沢誉志幸「そして僕は途方に暮れる」（1984年） - Aメロにカノン進行のバリエーション[26]。
- 小林明子「恋におちて -Fall in love-」（1985年）[27] - カノン進行サビ。
- BOØWY「わがままジュリエット」（1986年） - Aメロカノン進行のFコードは憂いが響くDmに変更されている[28]。
- テレサ・テン「時の流れに身をまかせ」（1986年）[29]
- 松田聖子「時間旅行」（1986年）[30]
- 渡辺美奈代「瞳に約束」（1986年） - おニャン子クラブメンバー渡辺美奈代のソロデビューシングル。カノン進行がわずかに動揺を与え、デビューの喜びの中にある渡辺の戸惑いや不安の心境をも表現している作曲者後藤次利による一世一代の傑作[31]。
- 井上あずみ（天空の城ラピュタ）「君をのせて」（1986年） - AメロはⅠmから始まる短調カノン進行。Bメロはその短調カノン進行の平行調となり♭Ⅲから始まる長調の進行、すなわち短調カノン進行の長調ヴァージョンとなる。サビは小室進行（6451進行）[注 8]を平行調の短調にしたもの。
- 岡村孝子「夢をあきらめないで」（1987年）
- 井上あずみ（となりのトトロ）「となりのトトロ」（1988年） - Aメロ出だし。ジブリの楽曲の多くはカノン進行がよく用いられている他、「王道進行」、「小室進行」、「Just the Two of Us進行」（丸ノ内サディスティック進行）などといった人気のあるコード進行が多く用いられている。
- 光GENJI「パラダイス銀河」（1988年） - サビがカノン進行。後輩アイドルグループSMAPの「世界に一つだけの花」（2003年）もカノン進行と共通項はある。
- 尾崎豊「太陽の破片」（1988年） - Aメロがカノン進行。
- 大江千里「Rain」（1988年） - Aメロがカノン進行[32]。大江の「格好悪いふられ方」（1991年）もカノン進行をアレンジしてサビのベースが順次進行で下降している。
- 布袋寅泰「GUITARHYTHM」（1988年） - 布袋の音楽キャリアで幾度となくヴァージョンチェンジをして演奏されているギターアンセム[33]。Bメロ前半フレーズがカノン進行と一致。カノン進行は安定したサウンドになるためAメロやサビに使われることが多く、Bメロに使うには工夫が必要である[4]。
- ハロウィン「イーグル・フライ・フリー」（1988年） - カノン進行サビ（Chorus）。このサビに類似するフレーズを持つ18世紀後半頃のモーツァルト「ピアノソナタ第11番」第1楽章「主題」も「A - E - F#m」（Ⅰ - Ⅴ - Ⅵm）と短くカノン進行をしている[注 9]。
- 渡辺美奈代「Winterスプリング、Summerフォール」（1989年） - 作曲者の鈴木・渚コンビによる従来の渡辺作品に用いられていたオールディーズアレンジから刷新されたカノンアレンジの楽曲。
- X JAPAN「ENDLESS RAIN」（1989年） - カノン進行をアレンジした形態のバラード[34]。カノン進行を用いたAメロは、コードチェンジに1小節かけてゆったりと進行する。この楽曲が名曲である理由は、心地の良い下降進行だけでなく、メロディーに強力なエネルギーや生命力があり感動で胸がいっぱいになるからである[35]。

### 1990年代
- 德永英明（ドラゴンクエスト）「夢を信じて」（1990年） - 德永の最大のヒット作。本来は音域が広い楽曲が德永の音楽だが、子供のアニメ向けに音域の狭いこの楽曲を作った。「夢を信じて」が大ヒットしたことにより、音域の狭い楽曲を次々に大ヒットさせていたTM NETWORKの小室哲哉[注 8]の卓越性を德永は実感した[37]。
- LINDBERG「今すぐKiss Me」（1990年）[14]
- KAN「愛は勝つ」（1990年） - 「がんばろう」というポジティブメッセージとともに90年代の日本におけるカノン進行ブームを呼んだ代表的楽曲[38]。バブル崩壊により経済的に低迷し始める日本社会がこのようなポジティブソングを欲していたともいえる[9]。各パート全てがカノン進行[13]。Aメロ、Bメロのカノン進行にオンコードや代理コードがアレンジされている[39]。カノン進行の楽曲同士で同じ系統のメロディーラインは存在するものであるが、「愛は勝つ」のAメロとサビのメロディーラインと同じ系統であるBOØWYの楽曲「Marionette」（1987年）間奏ギターソロの1フレーズはカノン進行というわけではない[注 10]。KANは「愛は勝つ」の大ヒットから「一発屋」のシンデレラボーイとして語られることがあるが、彼はラブソングの名手であり才能に溢れていた[40]。「もしもし木村です」（1987年）、「丸いお尻が許せない」（1993年）などのユニークな楽曲も作っている[41]。カノン進行の1曲がヒットするとその1曲だけが有名になりそのいわゆる「一発屋」というイメージがついてしまうことがある[42]。しかしそれは、そのアーティストの他の作品に佳曲がないということではなく、カノン進行といういわば「最強の剣」を抜いたからに他ならないのである[42]。しかしまた、伝家の宝刀に力があったとはいえアーティストの魅力や歌声の力がいつまでもリスナーの心に残っているということも事実である[42]。「愛は勝つ」は単に商業的な成功というゴールを決めるためではなく、KANにはこのようなヒットソングを作ることの理由があった。KANはビリー・ジョエルに心酔していた[43]。彼は学生時代に購入したビリージョエルの大ヒットソング「アップタウン・ガール」（1983年）を1度聞いて好きになり、この楽曲は全編サビではないかと思える凄さがあった[44]。そこで彼も全編サビのようなインパクトのある「愛は勝つ」を作ったのであった[44]。彼の高校の後輩にあたるスピッツの草野マサムネが「愛は勝つ」の歌詞を引用して作った「正夢」（2004年）は、Aメロがレットイットビー進行、サビがカノン進行である。「アップタウン・ガール」は「愛は勝つ」と同じく出だしからサビであるかのような御馳走のメロディーで始まるが[注 11]、特にカノン進行ではない。
- 米米CLUB「浪漫飛行」（1990年）[11]
- 德永英明「壊れかけのRadio」（1990年）[34]
- サザンオールスターズ「真夏の果実」（1990年） - Aメロはオンコードやセブンスコードでアレンジしたカノン進行。
- 井上陽水「少年時代」（1990年） - カノン進行が取り入れられ、シンプルなコード進行、音数の少ないメロディー、狭い音域の楽曲[45]。
- 槇原敬之「どんなときも。」（1991年） - 「がんばろう」のポジティブメッセージ楽曲[9]。
- 大事MANブラザーズバンド「それが大事」（1991年） - 「がんばろう」のポジティブメッセージ楽曲[9]。
- B'z「ALONE」（1991年）[46]
- 森高千里｢渡良瀬橋｣（1993年） - Aメロ前半にカノン進行。
- ZARD｢負けないで｣（1993年） - 「がんばろう」のポジティブメッセージ楽曲[9]。カノン進行はイントロやサビに用いられ、代替コードやセブンスがアレンジされている[17]。
- DEEN「このまま君だけを奪い去りたい」（1993年） - 失恋と未練が交じり合うDEENのデビュー作[47]。失恋した人を元気づける楽曲として結婚式やカラオケで人気がある[47]。サビがA♭メジャーのカノン進行アレンジ[48]。
- 光GENJI（忍たま乱太郎）「勇気100%」（1993年） - Aメロとサビにカノン進行の変化形[13]。
- エアロスミス「Cryin'」（1993年） - Verse（Aメロ）でカノン進行、Chorus（サビ）でレット・イット・ビー進行が用いられる[24]。
- アングラ「Carry On」（1993年） - 日本先行リリースのアルバム『エンジェルズ・クライ』（1993年）に収録されたバンドの代表的な1曲。Chorus（サビ）でカノン進行。
- X JAPAN「Tears」（1993年） - 藤井フミヤ「TRUE LOVE」と同日の11月10日にリリース。オリコン週間チャート2位。
- 藤井フミヤ「TRUE LOVE」（1993年） - X JAPAN「Tears」と同日の11月10日にリリース。オリコン週間チャート1位。失恋の歌詞だが結婚式でも歌われる[49]。
- スピッツ「空も飛べるはず」（1994年） - サビのパートが倍速のカノン進行[50]。
- T-BOLAN「マリア」（1994年） - カノン進行のサビ。
- シャ乱Q「シングルベッド」（1994年）[51] - サビに間奏にカノン進行を基本にしながらアレンジしたコードが鳴る。
- グリーン・デイ「バスケット・ケース」（1994年） - 出だしとVerse（Aメロ）にカノン進行[4]。
- オアシス「ホワットエヴァー」（1994年）[21] - クリスマスシーズンにリリースされたクリスマスシングル。パッヘルベルのコードはイントロ、Verse（Aメロ）、アウトロにアレンジしながら鳴り響く。日本のテレビコマーシャルで大人気[52]。
- 大黒摩季「ら・ら・ら」（1995年） - サビで使用しているあのコードはカノン進行をアレンジした1564のレットイットビー進行。
- 岡本真夜「TOMORROW」（1995年） - ほぼ全編に渡ってカノン進行。ベースラインは階段状に半音ずつ下がるクリシェアレンジ。心打たれる歌詞、優しいボーカル、安定感のカノン進行により、悲しいことがあっても「明日に向かって力強く生きていこう!」と前向きになれる楽曲[45]。タイアップドラマ『セカンド・チャンス』のプロデューサー伊藤一尋がこの楽曲を気に入って選曲し、当初はスローなテンポであったこの楽曲をアップテンポにしてくれるよう要求した。
- JUDY AND MARY「Over Drive」（1995年）[53]
- オアシス「ドント・ルック・バック・イン・アンガー」（1996年） - オアシスの「最強アンセム」[54]。イギリスの国民的人気楽曲。イギリスの「裏国歌」とも[55]。全世界で大ヒットしたアルバム『モーニング・グローリー』（1995年）に収録[注 12]。
- THE YELLOW MONKEY「JAM」（1996年）[51]
- FIELD OF VIEW（ドラゴンボールGT）「DAN DAN 心魅かれてく」（1996年） - カノン進行はサビのパート[34]。
- スピッツ「チェリー」（1996年） - カノン進行はイントロ（レット・イット・ビー進行）とAメロ[16]。以降2000年代に日本において複数のミュージシャンにより「サクラ」にまつわるカノン進行楽曲がリリースされた[注 13]。
- the brilliant green「There will be love there -愛のある場所-」（1996年） - Aメロとサビにカノン進行。
- 渡辺美里「My Love Your Love(たったひとりしかいない あなたへ)」（1996年） - サビ。
- GLAY「HOWEVER」（1997年） - サビで通常のカノン進行「C - G - Am - Em」を「C - ConB - Am - AmonG」に変えて効果的に美しく響かせている[39]。「HOWEVER」を作詞作曲したTAKUROは、HISASHIのアーティスト・ブックのなかでコード進行に関するインタビューに次のように答えている。
例えばカノン進行とかあるじゃないですか。そこで本当にこれ以上ない曲ができたなってなったら、俺の中でそのブームが去るんです。（中略）その都度自分の中でも世の中的にも流行はあるし、（中略）それに、これだ! っていうコード進行が見つかったからといって、それを一番良い形にしてあげられるかどうかはこっち側の技術の問題だったりするし、歌詞のはまり具合だったりもする。[56]その他方で、同時代のバンド黒夢のフロントマン清春がカノン進行や作曲手法について音楽ナタリーのインタビューで次のように述べている。
もちろんコード進行とかは全然わかるし、「こうつなげていけばグッと来る」とか、感覚的にはわかるんですけど、それを勉強しながらやってこなかったんですよね。例えば「カノン進行」と呼ばれるものとか、知ってはいるけど「ああ、いいんじゃないですか」って思うくらい。特に勉強はしていないし、それを自分の曲に使っていこうとも思っていなくて。（中略）それよりも、自分の中にある“音楽の基準”のようなもののほうが大事。そこにポップスの代表的な仕掛けがなかったとしても、イントロがあってAメロBメロがあってサビがあって、うまくメロディが戻ってきてイントロに着地するっていう、そのパターンが自分の中にあるんです。それがうまくできていることのほうが大事で。あと、アレンジャーに渡して仕掛けを作ってもらう場合もあるんですけど、それを聴いて「これはちょっとわざとらしすぎる」って外したりもする。（中略）あんまり「清春さん、うまくこれ使ってるねえ」みたいな評価はされたくないんですね。[57]
- Every Little Thing「出逢った頃のように」（1997年）[42] - サビにカノン進行。
- SHAZNA「Melty Love」（1997年） - このバンドのメジャーデビュー作。Aメロカノン進行。
- 河村隆一「Love is...」（1997年）[39]
- hide with Spread Beaver「ROCKET DIVE」（1998年）[11] - X JAPANのギタリストhideが存命中のラストシングル。サビにカノン進行。hideの初期ヒット作「TELL ME」（1994年）もAメロ・サビに短めのカノン進行の箇所がある。
- 中島みゆき「糸」（1998年）[14] - 結婚式の人気楽曲。サビはオンコードやセカンダリードミナントでアレンジされたカノン進行の後、ベース音がクリシェする。中島の他の楽曲では「地上の星」（2000年）に短調ヴァージョンのカノン進行が用いられている。
- L'Arc〜en〜Ciel「DIVE TO BLUE」（1998年） - Aメロはレット・イット・ビー進行、サビはカノン進行がアレンジされている。同じくカノン進行を使用したhide with Spread Beaver「ROCKET DIVE」の歌詞は「錆」に言及し、その2カ月後にリリースされたhyde作詞「DIVE TO BLUE」の歌詞も「錆」に言及している。
- 合唱曲「BELIEVE」（1998年）
- ラプソディー「エメラルド・ソード」（1998年） - このサビにカノン進行を展開してゆく。
- Mr.Children「終わりなき旅」（1998年） - Aメロで変化形のカノン進行が用いられている[30]。サビは、ⅢmをⅢ7、最後のⅣをⅡmに変えたカノン進行が用いられている[4]。
- 森山良子「涙そうそう」（1998年）[58]
- Hysteric Blue「春〜spring〜」（1999年）[29]
- 宇多田ヒカル「First Love」（1999年）[10] - サビにオンコード、代理コードをアレンジしたカノン進行。
- mawari「かのん」（1999年） - 楽曲全体を通してカノン進行アレンジ。

### 2000年代
- 福山雅治「桜坂」（2000年）[17]
- THE HIGH-LOWS「青春」（2000年） - Aメロ前半にカノン進行前半。
- KinKi Kids「もう君以外愛せない」（2000年） - 楽曲全体にカノン進行アレンジ。
- モーニング娘。「I WISH」（2000年） - サビがカノン進行。
- ロシア連邦「ロシア連邦国歌」（2001年） - ほぼ全編に渡ってカノン進行。ソ連国歌（1944年）のメロディーそのままに同じ作詞者により歌詞を改正。ソ連では諜報機関KGBが「国家の中の国家」といえるほどに国家全体に渡って浸透していた。KGBのスパイであったウラジーミル・プーチンがロシア大統領に就任し、ソ連崩壊から10年ほどの期間を経てソ連国歌のメロディーは「強いロシア」という為政者プーチンの号令により復活した[注 14]。
- aiko「ロージー」（2001年） - サビにオンコードや代理コードをアレンジしたカノン進行。
- Gackt「12月のLove song」（2001年）[53]
- 浜崎あゆみ「Voyage」（2002年） - セブンスやオンコードがアレンジされている。2015年にはパッヘルベルのカノンをマッシュアップしたヴァージョンの「Voyage」を収録した浜崎のリミックスアルバム『LOVE CLASSICS』がリリースされた。
- I WiSH（あいのり）「明日への扉」（2002年[注 15]）[51]
- 森山直太朗「さくら」（2003年） - カノン進行はサビのパート[14][58]。
- 大塚愛「さくらんぼ」（2003年） - サビはカノン進行と王道進行（4536進行: Ⅳ - Ⅴ - Ⅲm - Ⅵm）という2つの逆循環コードの組み合わせ[34]。
- 一青窈「ハナミズキ」（2004年） - Aメロにカノン進行[58]。コンファメーション進行的なサビ。
- アングラ「Spread Your Fire」（2004年） - キリスト教に関するコンセプトアルバム『Temple of Shadows』（2004年）に収録。Chorus（サビ）でカノン進行。
- スピッツ「正夢」（2004年） - Aメロがレットイットビー進行、サビがカノン進行。
- 平野綾・茅原実里・後藤邑子（涼宮ハルヒの憂鬱）「ハレ晴レユカイ」（2006年） - カノン進行はシンプルなAメロと複雑なテクニックを用いたサビ[4]。コンファメーション進行を用いたこのサビは「ハレ晴レ進行」や「アニソン進行」とも呼ばれる。
- Janne Da Arc「月光花」（2005年） - Aメロに短調ヴァージョンのカノン進行の変化形を用いて、代理コード、オンコード、セカンダリードミナントなどをアレンジしている。
- コブクロ「桜」（2005年） - サビにカノン進行アレンジ。この楽曲はコブクロ結成前の黒田が小渕に作曲を依頼して1998年8月に完成。作曲リクエストにあたり黒田はGLAY「HOWEVER」のような楽曲が好きと小渕に伝え、ストリートライブ奏者当時2人が「桜」を演奏すると人だかりができ拍手喝采を受けた[60]。
- マイ・ケミカル・ロマンス「ウェルカム・トゥ・ザ・ブラック・パレード」（2006年） - ほぼ全編に渡ってカノン進行。カノン進行の最もよく聞き取れる該当箇所はイントロ[21]。
- HIZAKI grace project「Race Wish」（2007年） - VersaillesギタリストHIZAKIのギターインストゥルメンタルアルバム『Curse Of Virgo』（2007年）全5曲収録の第5曲目。中盤[61]と終盤[62]にカノン進行。
- Superfly「愛をこめて花束を」（2008年） - 結婚式の人気楽曲。カノン進行はAメロとサビで後半にアレンジがある[22]。
- Versailles「After Cloudia」（2008年） - サビと2番サビ直前のフレーズにカノン進行。Aメロは短調ヴァージョンのカノン進行を内包する。
- レディー・ガガ「ポーカー・フェイス」（2008年）
- 木村カエラ「Butterfly」（2009年） - 結婚式の人気楽曲。イントロにカノン進行。

### 2010年代
- 東方神起「Thank you my girl」（2011年） - カノン進行を採用したサビはパッヘルベルのカノンのメロディーラインに沿った歌声を聞くことができる。
- AKB48「上からマリコ」（2011年） - 美しいカノンコードがメロディーを邪魔していない[50]。
- BABYMETAL「いいね!」（2012年） - Bメロに王道進行、サビにカノン進行。
- きゃりーぱみゅぱみゅ「キミに100パーセント」（2013年） - イントロ、間奏、アウトロがアップテンポのカノン進行。
- AKB48「恋するフォーチュンクッキー」（2013年） - サビのカノン進行にシックス、セブンス、代替コードなどがアレンジされている[34]。
- 乃木坂46「何度目の青空か?」（2014年） - カノン進行をマイナー風にしたような始めのうちのコード進行はサビからメジャーのカノン進行に変化する[50]。
- AKB48「365日の紙飛行機」（2015年） - カノン進行と王道進行の組み合わせ。
- 欅坂46「世界には愛しかない」（2016年） - カノン進行は転調直後のサビ[50]。
- SEKAI NO OWARI（メアリと魔女の花）「RAIN」（2017年）
- あいみょん「マリーゴールド」（2018年） - カノン進行はイントロとAメロとサビ[13][39]。
- Official髭男dism「Pretender」（2019年） - サビがカノン進行アレンジである他、Aメロがカノン進行に似通っていることから懐かしさがある[30]。Bメロは「Just the Two of Us進行」（丸ノ内サディスティック進行）。サビはコンファメーション進行をより暗くしたアレンジともいえる。このグループの「Laughter」（2020年）も下降のクリシェを駆使し、このコード進行はOfficial髭男dismの他にも日本におけるロック/ポップのビッグネーム達の楽曲でもよくアレンジされているアルバート・ハモンド「落葉のコンチェルト For The Peace of All Mankind」（1973年）に見られるコード進行である（Ⅰ - Ⅲm/Ⅶ - Ⅲdim/♭Ⅶ - Ⅵ - Ⅱm - ♭Ⅱaug - Ⅳ/Ⅰ - Ⅴ）。「LADY」（2017年）、「Universe」（2021年、映画ドラえもん のび太の宇宙小戦争 2021）、「Cry Baby」（2021年）なども下降クリシェの楽曲である。
- 日向坂46「ドレミソラシド」（2019年） - カノン進行はサビのパート[63]。
- 東京スカパラダイスオーケストラ「リボン feat. 桜井和寿」（2019年） - サビはカノン進行の発展形[64]。
- 中川奈美（鬼滅の刃）「竈門炭治郎のうた」（2019年） - Aメロの前半で順次下降していた短調のコード進行は後半に短調ヴァージョンのカノン進行に変化する。
- マルーン5「Memories」（2019年） - パッヘルベルのカノンに忠実な楽曲[45]。

### 2020年代
- 星野源「折り合い」（2020年）[22]
- 菅田将暉（STAND BY ME ドラえもん 2）「虹」（2020年）  - サビの前半でカノン進行がベースとなり、ドラマチックな後半に展開する[39]。結婚式の人気楽曲。
- YOASOBI「もう少しだけ」（2021年） - 全体的にカノン進行が骨格となっている[46]。
- BTS「Permission to Dance」（2021年） - Bメロと一部のサビ以外の全てがカノン進行[65]。後半にⅡ-Ⅴ-Ⅰ（ツーファイブワン）のアレンジ[66]。
- King Gnu「BOY」（2021年） - カノン進行はサビのパート[39]。
- KAMIJO「Nobless Oblige」（2022年） - Aメロカノン進行。「Nobless Oblige」はVersaillesのKAMIJOがコロナ禍の2022年1月1日に開始したOSCAR PROJECTの中核となるソロアルバム『OSCAR』（2022年）最終楽曲[67]。壮大なストーリーにはヴァンパイアとなって現在まで生き続けるルイ17世が登場する[67]。翌年にソロ活動10周年を迎えるKAMIJOは「僕にできる最高の形を作りたい」「最大限の力をみんなに送れる楽曲にしたい」という思いで「本当にポジティヴな気持ちを詰め込み」、「世の中が本当に希望の溢れるものになって欲しいという願いを形にしたもの」が「Nobless Oblige」である[67]。

## 各調別コード進行

### 長調
ディグリーネーム：Ⅰ - Ⅴ - Ⅵm - Ⅲm - Ⅳ - Ⅰ - Ⅳ - Ⅴ
| - ハ長調（Cメジャー）：    | C - G - Am - Em - F - C - F - G         |
| - 嬰ハ長調（C#メジャー）： | C# - G# - A#m - E#m - F# - C# - F# - G# |
| - 変ニ長調（D♭メジャー）： | D♭ - A♭ - B♭m - Fm - G♭ - D♭ - G♭ - A♭  |
| - ニ長調（Dメジャー）：    | D - A - Bm - F#m - G - D - G - A        |
| - 変ホ長調（E♭メジャー）： | E♭ - B♭ - Cm - Gm - A♭ - E♭ - A♭ - B♭   |
| - ホ長調（Eメジャー）：    | E - B - C#m - G#m - A - E - A - B       |
| - ヘ長調（Fメジャー）：    | F - C - Dm - Am - B♭ - F - B♭ - C       |
| - 嬰ヘ長調（F#メジャー）： | F# - C# - D#m - A#m - B - F# - B - C#   |
| - 変ト長調（G♭メジャー）： | G♭ - D♭ - E♭m - B♭m - C♭ - G♭ - C♭ - D♭ |
| - ト長調（Gメジャー）：    | G - D - Em - Bm - C - G - C - D         |
| - 変イ長調（A♭メジャー）： | A♭ - E♭ - Fm - Cm - D♭ - A♭ - D♭ - E♭   |
| - イ長調（Aメジャー）：    | A - E - F#m - C#m - D - A - D - E       |
| - 変ロ長調（B♭メジャー）： | B♭ - F - Gm - Dm - E♭ - B♭ - E♭ - F     |
| - ロ長調（Bメジャー）：    | B - F# - G#m - D#m - E - B - E - F#     |
| - 変ハ長調（C♭メジャー）： | C♭ - G♭ - A♭m - E♭m - F♭ - C♭ - F♭ - G♭ |

### 短調
ディグリーネーム：Ⅰm - Ⅴm - ♭Ⅵ - ♭Ⅲ - Ⅳm - Ⅰm - Ⅳm - Ⅴm
| - ハ短調（Cマイナー）：    | Cm - Gm - A♭ - E♭ - Fm - Cm - Fm - Gm       |
| - 嬰ハ短調（C#マイナー）： | C#m - G#m - A - E - F#m - C#m - F#m - G#m   |
| - ニ短調（Dマイナー）：    | Dm - Am - B♭ - F - Gm - Dm - Gm - Am        |
| - 嬰ニ短調（D#マイナー）： | D#m - A#m - B - F# - G#m - D#m - G#m - A#m  |
| - 変ホ短調（E♭マイナー）： | E♭m - B♭m - C♭ - G♭ - A♭m - E♭m - A♭m - B♭m |
| - ホ短調（Eマイナー）：    | Em - Bm - C - G - Am - Em - Am - Bm         |
| - ヘ短調（Fマイナー）：    | Fm - Cm - D♭ - A♭ - B♭m - Fm - B♭m - Cm     |
| - 嬰ヘ短調（F#マイナー）： | F#m - C#m - D - A - Bm - F#m - Bm - C#m     |
| - ト短調（Gマイナー）：    | Gm - Dm - E♭ - B♭ - Cm - Gm - Cm - Dm       |
| - 嬰ト短調（G#マイナー）： | G#m - D#m - E - B - C#m - G#m - C#m - D#m   |
| - 変イ短調（A♭マイナー）： | A♭m - E♭m - F♭ - C♭ - D♭m - A♭m - D♭m - E♭m |
| - イ短調（Aマイナー）：    | Am - Em - F - C - Dm - Am - Dm - Em         |
| - 嬰イ短調（A#マイナー）： | A#m - E#m - F# - C# - D#m - A#m - D#m - E#m |
| - 変ロ短調（B♭マイナー）： | B♭m - Fm - G♭ - D♭ - E♭m - B♭m - E♭m - Fm   |
| - ロ短調（Bマイナー）：    | Bm - F#m - G - D - Em - Bm - Em - F#m       |